# 정은지
정은지(鄭恩地, 1993년 8월 18일 ~ )는 대한민국의 가수, 배우로 걸 그룹 에이핑크의 메인보컬을 맡고 있다.

## 학력
- 신재초등학교(졸업)
- 재송여자중학교(졸업)
- 혜화여자고등학교(졸업)

## 음반 활동

### 미니 음반
| # | 앨범 정보                             | 트랙 리스트 |
| - | ------------------------------------- | --- |
| 1 | Dream - 발매일 : 2016년 4월 18일      | 1. 하늘바라기 (feat. 하림) 2. 사랑은 바람처럼 3. It's OK 4. Home 5. 사랑이란 6. 하늘바라기 (Piano Ver.)        |
| 2 | 공간 - 발매일: 2017년 4월 10일        | 1. 너란 봄 (feat. 하림) 2. 처음 느껴본 이별 (feat. 곽진언) 3. 소녀의 소년 4. 서울의 달 5. 너란 봄 (Piano Ver.) |
| 3 | 혜화(暳花) - 발매일: 2018년 10월 17일 | 1. 별 반짝이는 꽃을 위해 2. 어떤가요 3. 계절이 바뀌듯 4. 상자 5. 신경쓰여요 6. B 7. 김비서 8. 새벽             |
| 4 | Simple - 발매일: 2020년 7월 15일      | 1. Simple is the best 2. AWay 3. 후(Whoo) 4. 두고 왔나 봐요 5. 보습의 중요성 6. 느리게 가는 세상               |

### 디지털 싱글
| #  | 앨범 정보                             | 발매일          | 트랙 리스트                                                                 |
| -- | ------------------------------------- | --------------- | --------------------------------------------------------------------------- |
| 1  | 'A CUBE' FOR SEASON # GREEN           | 2012년 3월 14일 | 1. LOVE DAY (with 양요섭) 2. LOVE DAY (B2UTY Ver.) 3. LOVE DAY (PANDA Ver.) |
| 2  | 응답하라 1997 Love Story Part 1       | 2012년 8월 28일 | 1. All For You (with 서인국) 2. All For You (Inst.)                         |
| 3  | 응답하라 1997 Love Story Part 2       | 2012년 9월 4일  | 1. 우리 사랑 이대로 (with 서인국)                                           |
| 4  | 'A CUBE' FOR SEASON # WHITE           | 2013년 1월 3일  | 1. 일년전에 (with 장현승, 김남주) 2. 일년전에 (Inst.)                       |
| 5  | 'A CUBE' FOR SEASON # BLUE            | 2013년 5월 31일 | 1. 짧은머리 (with 허각)                                                     |
| 6  | 쓰리 데이즈 OST Part 2                | 2014년 3월 5일  | 1. 그대라구요 2. 그대라구요 (Inst.)                                         |
| 7  | 'A CUBE' FOR SEASON # SKY BLUE        | 2014년 7월 8일  | 1. 이제 그만 싸우자 (with 허각)                                             |
| 8  | 딴따라 OST Part 6                     | 2016년 5월 19일 | 1. 사랑 앞에서 2. 사랑 앞에서 (Inst.)                                       |
| 9  | 'PLAN A' FIRST EPISODE                | 2016년 7월 21일 | 1. 바다 (with 허각)                                                         |
| 10 | 힘쎈여자 도봉순 OST Part 1            | 2017년 2월 25일 | 1. 그대란 정원 2. 그대란 정원 (Inst.)                                       |
| 11 | 언제나 내겐 마음을 읽는 친구가 있었다 | 2017년 9월 9일  | 1. 마니또                                                                   |
| 12 | Suits OST Part 2                      | 2018년 5월 2일  | 1. 바람 불면 2. 바람 불면 (inst.)                                           |
| 13 | 같이 걸어요 (Duet. 10cm)              | 2019년 4월 30일 | 1. 같이 걸어요 (Duet. 10cm)                                                 |

### 피처링
- 2013년 2월 5일 허각 《little giant》 〈헤어질걸 알기에〉
- 2013년 8월 19일 강호동 《SBS 맨발의 친구들 마이스토리 마이송》 〈1분 전〉
- 2016년 8월 18일 한해 《여름, 아이스크림》 〈여름, 아이스크림〉
- 2016년 11월 2일 MC몽 《U.F.O》 〈널 너무 사랑해서〉
- 2019년 10월 31일 허각 《이별은 늘 그렇게》 〈이별은 늘 그렇게 (Duet. 정은지)〉

### 작사·작곡
- 2015년 〈새끼손가락〉 (작사·작곡)
- 2016년 〈하늘바라기〉 (작사·작곡)
- 2017년 〈소녀의 소년〉,〈서울의 달〉(작사)
- 2018년 〈기적 같은 이야기(에이핑크)〉 (작곡)
- 2018년 〈별 반짝이는 꽃을 위해〉 (작곡.편곡)
- 2018년 〈어떤가요〉 (작사.작곡.편곡)
- 2018년 〈계절이 바뀌듯〉 (작사.작곡.편곡)
- 2018년 〈상자〉 (작사)
- 2018년 〈신경쓰여요〉 (작사)
- 2018년 〈B〉 (작사.작곡.편곡)
- 2018년 〈김비서〉 (작사.작곡)
- 2018년 〈새벽〉 (작사.작곡)
- 2019년 〈같이 걸어요(Duet. 10cm〉 (작사•작곡•편곡)
- 2020년 〈Simple is the best〉 (작사)
- 2020년 〈AWay〉 (작사)
- 2020년 〈후(Whoo)〉 (작사)
- 2020년 〈두고 왔나 봐요〉 (작사)
- 2020년 〈보습의 중요성〉 (작사)
- 2020년 〈느리게 가는 세상〉 (작사, 작곡)
- 2022년 〈작은 별〉 (작사, 작곡)

### 참여
| # | 앨범 정보                                           | 발매일           | 트랙 리스트                            |
| - | --------------------------------------------------- | ---------------- | -------------------------------------- |
| 1 | 2015 가요대전 limited edition                       | 2015년 12월 28일 | 1. 난 괜찮아 (with 루나, 에일리, 솔라) |
| 2 | 인기가요 뮤직 크러쉬 part 1                         | 2016년 11월 6일  | 1. 내가 예뻐진 이유 (with 벤, 지효)    |
| 3 | 멜론 프로젝트 언제나 내겐 마음을 읽는 친구가 있었다 | 2017년 9월 9일   | 1. 마니또 2. 마니또 (Inst.)            |

## 가수 외 활동

### 드라마
- 2012년 tvN 화요 주간 미니시리즈 《응답하라 1997》 ... 성시원 역
- 2013년 SBS 드라마스페셜 《그 겨울, 바람이 분다》 ... 문희선 역
- 2013년 tvN 금토 미니시리즈 《응답하라 1994》 ... 성시원 역 (특별출연)
- 2014년 KBS2 월화 미니시리즈 《트로트의 연인》 ... 최춘희 역
- 2015년 KBS2 월화 미니시리즈 《발칙하게 고고》 ... 강연두 역
- 2017년 ~ 2018년 JTBC 금토 미니시리즈 《언터처블》 ... 서이라 역
- 2020년 SBS 금토 미니시리즈 《편의점 샛별이》 ... 정은지 역 (특별출연)
- 2021년 TVing 금요 미니시리즈 《술꾼도시여자들》 ... 강지구 역
- 2022년 tvN 금토 미니시리즈 《블라인드》 ... 조은기 역
- 2022년 TVING 금요 미니시리즈 《술꾼도시여자들 2》 ... 강지구 역
- 2024년 JTBC 토일 미니시리즈 《낮과 밤이 다른 그녀》 ... 이미진 역
- 2025년 KBS2 수목 미니시리즈 《24시 헬스클럽》 … 이미란 역

### 예능
- 2012년 MBC 《일밤 - 남심여심》
- 2012년 KBS2 《개그콘서트》
- 2014년 SBS 《런닝맨》
- 2014년 MBC 《사남일녀》
- 2014년 KBS2 《개그콘서트》
- 2015년 JTBC 《나홀로 연애중》
- 2015년 MBC 《미스터리 음악쇼 복면가왕》- 어머니는 자외선이 싫다고 하셨어
- 2015년 JTBC 《학교 다녀오겠습니다》
- 2015년 KBS2 《1박2일》
- 2016년 SBS 《힐링캠프》
- 2016년 MBC 《설 특집 듀엣가요제》
- 2016년 SBS 《동상이몽, 괜찮아 괜찮아》
- 2016년 SBS 《백종원의 3대 천왕》- 스페셜 MC
- 2016년 MBC 《듀엣가요제》
- 2016년 KBS2 《해피투게더3》
- 2016년 MBC 《마이 리틀 텔레비전》
- 2017년 SBS 《정글의 법칙》
- 2017년 JTBC 《크라임씬 시즌 3》- 참가자
- 2017년 MBC 《은밀하게 위대하게》
- 2018년 tvN 《인생술집》- 78회 (7월 5일 방송)
- 2020년 tvN 《좋은가요》
- 2020년 MBC 《구해줘!홈즈》
- 2020년 JTBC 《슈가맨》
- 2021년 KBS2 《수미산장》
- 2022년 MBC 《구해줘!홈즈》
- 2022년 SBS 《미운 우리 새끼》
- 2022년 SBS 《꼬리에 꼬리를 무는 그날 이야기》
- 2023년 MBC  《황금어장 라디오스타》
- 2023년 JTBC 《한문철의 블랙박스 리뷰》
- 2025년  KBS2 《옥탑방의문제아들2》

### 라디오
- 2019년 ~ 2022년 KBS 쿨FM(수도권 89.1MHz)/지역권 KBS 2라디오(해피FM) 《정은지의 가요광장》 - 진행 (2019년 7월 1일 ~ 2022년 2월 27일)
- 2023년 KBS 쿨FM 《정은지의 라디오쇼》- 스페셜 DJ (2023년 6월 19일 ~ 2023년 6월 22일[박명수 휴가로 인해 성명이 바뀜])

### 뮤지컬
- 2012년~2013년 《리걸리 블론드》 엘 우즈 역
- 2014년 《풀하우스》 한지은 역
- 2020년 《그레이트 코멧》 나타샤 역

### 영화
- 2013년 애니메이션 영화 《세이빙 산타》 샤이니 목소리 (성우)
- 2017년 애니메이션 영화 《마이펫 오지》 캐리 목소리 (성우)
- 2019년 《0.0MHz》소희 역 (주연)

### 뮤직 비디오
- 2012년 LOVE DAY (with 양요섭)
- 2012년 All For You (with 서인국)
- 2012년 우리 사랑 이대로 (with 서인국)
- 2013년 일년전에 (with 장현승, 김남주 (에이핑크))
- 2014년 이제 그만 싸우자 (with 허각)

### 광고
- 2013년 코카-콜라 환타
- 2013년 LF 헤지스 악세서리
- 2014년 터치인솔
- 2014년 넥슨 영웅의군단
- 2014년 ~ 2015년 밀레 엠리밋
- 2017년 지베르니
- 2017년 복권위원회
- 2018년 PUMA
- 2019년 하이비키니
- 2022년 오뚜기 진비빔면 (한선화, 이선빈과 동반 출연)

### 홍보대사
| 연도          | 홍보대사                                          | 홍보자료 |
| ------------- | ------------------------------------------------- | -------- |
| 2012년~2014년 | 2014 국제전기통신연합 ITU 전권회의 홍보대사       | 공식영상 |
| 2017년        | 2017 복권위원회 제10기 행복공감봉사단 홍보대사    | 공식영상 |
| 2018년        | 2018 행정안전부 자치분권 균형발전 캠페인 홍보대사 |          |

### 유튜브
2019년 5월 26일에 유튜브 채널 '정은지 EUNJI' 를 개설하였다. 구독자는 2021년 8월 15일 기준으로 41.1만명으로, 누적 조회수는 2136만회를 돌파하였다. 재생 목록은 총 3개로 Cover(타 가수 노래 부르기), ASMR, Special(은지의 평상시 생활 모습)이지만, 가장 조회수가 높은 건 역시 Cover다. 가장 높은 조회수를 기록한 영상은 겨울왕국 2의 OST인 Into The Unknown 커버이다.

## 수상 내역

### 시상식
멜론뮤직어워드 포크블루 부문

| 연도 | 시상식                         | 부문                        | 작품                            |
| ---- | ------------------------------ | --------------------------- | ------------------------------- |
| 2012 | 제5회 코리아 드라마 어워즈     | 베스트 커플상 (with 서인국) | 《응답하라 1997》 "All For You" |
| 2012 | 제5회 스타일 아이콘 어워즈     | Style Icon상                | 《응답하라 1997》 "All For You" |
| 2012 | 제14회 Mnet 아시안 뮤직 어워드 | 베스트 OST상                | 《응답하라 1997》 "All For You" |
| 2012 | 제1회 K-드라마 스타 어워즈     | 라이징 스타상               | 《응답하라 1997》 "All For You" |
| 2012 | 제1회 K-드라마 스타 어워즈     | 베스트 OST상                | 《응답하라 1997》 "All For You" |
| 2012 | 제1회 K-드라마 스타 어워즈     | 베스트 커플상 (with 서인국) | 《응답하라 1997》 "All For You" |
| 2012 | 제4회 멜론 뮤직 어워드         | 뮤직 스타일상 OST부문       | 《응답하라 1997》 "All For You" |
| 2013 | 제2회 가온 차트 K-POP 어워드   | 올해의 가수상 음원부문 9월  | 《응답하라 1997》 "All For You" |
| 2013 | 제49회 백상예술대상            | TV부문 여자 신인 연기상     | 《응답하라 1997》 "All For You" |
| 2013 | 제2회 에이판 스타 어워즈       | 베스트 퍼포먼스상           | 《그 겨울, 바람이 분다》        |
| 2013 | SBS 연기대상                   | 뉴스타상                    | 《그 겨울, 바람이 분다》        |
| 2014 | 제22회 대한민국문화연예대상    | 드라마부문 여자 우수 연기상 | 《트로트의 연인》               |
| 2014 | KBS 연기대상                   | 여자 인기상                 | 《트로트의 연인》               |
| 2016 | 제1회 tvN10 Awards             | 베스트 키스상 (with 서인국) | 《응답하라 1997》               |
| 2016 | 제8회 멜론 뮤직 어워드         | 뮤직 스타일상 발라드 부문   | 《하늘바라기》                  |
| 2019 | KBS 연예대상                   | 라디오 부문 신인 DJ상       | 《정은지의 가요광장》           |
| 2020 | 올해의 브랜드 대상             | 올해의 라디오 DJ상          | 《정은지의 가요광장》           |

### 가요프로그램 1위
| 연도            | 수상 내역 (총 5회)                                                                                            |
| --------------- | --- |
| 2012년 (총 1회) | - All For You (with. 서인국) (총 1회) - 9월 19일 M.net 《뮤직 트라이앵글》 1위                                |
| 2016년 (총 2회) | - 하늘바라기 (feat. 하림) (총 2회) - 4월 28일 M.net 《엠카운트다운》 1위 - 5월 1일 SBS 《인기가요》 1위       |
| 2017년 (총 2회) | - 너란 봄 (feat. 하림) (총 2회) - 4월 18일 SBS MTV 《더 쇼 시즌5》 1위 - 4월 19일 MBC MUSIC 《쇼 챔피언》 1위 |